# Arazane (kommun)
Arazane (franska: Arazane (CR), Arazane (Commune Rurale), arabiska: اولوز) är en kommun i Marocko.   Den ligger i provinsen Taroudannt och regionen Souss-Massa, i den centrala delen av landet, 400 km söder om huvudstaden Rabat. Antalet invånare är 7 276.